# Городище (Житомирский район)
Городи́ще (укр. Городище) — село в Житомирском районе Житомирской области Украины.
Код КОАТУУ — 1822081302. Население по переписи 2001 года составляет 212 человек. Почтовый индекс — 12450. Телефонный код — 142. Занимает площадь 0,648 км².

## Адрес местного совета
12450, Житомирская область, Житомирский р-н, с.Вертокиевка, ул.Чапаева, 4